# 에스테르곰 대성당

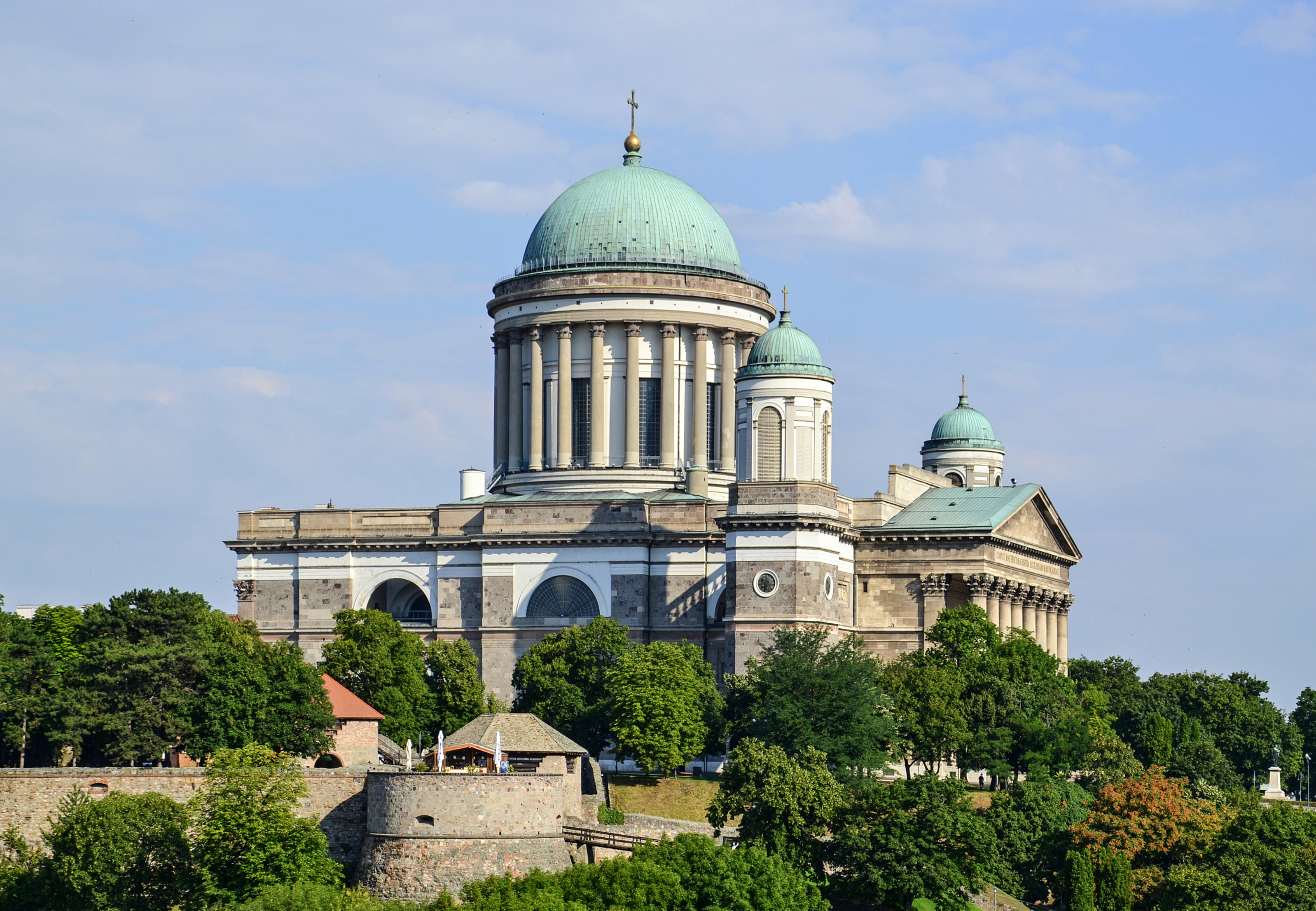
에스테르곰 대성당

복되신 동정 마리아와 성 아달베르트의 승천 대성당(헝가리어: Nagyboldogasszony és Szent Adalbert prímási főszékesegyház), 간단히 에스테르곰 대성당(헝가리어: Esztergomi bazilika)은 헝가리 코마롬에스테르곰주 에스테르곰에 있는 가톨릭 에스테르곰-부다페스트 대교구 대성당이다. 성모 마리아와 성 아달베르트에 헌정되었다.
헝가리에서 가장 큰 성당으로, 내부 면적은 5,600 m2이다. 길이는 118m, 너비는 49m이다. 반구형을 이루는 돔이 중앙에 위치하고 12개의 창문이 있다. 내부 높이는 71.5m(세계에서 가장 높은 돔 중 하나)이고 지름은 33.5m이며 외부 높이는 100m이고 계단은 지하에서 세면 400개다.
1831년 고대 이집트 스타일로 지어진 거대한 지하 납골당은 오늘날 나치와 공산주의 통치에 반대했던 요제프 민첸티를 포함한 여러 대주교의 무덤이 있다.